# Yılmazer
Yılmazer ist ein türkischer Familienname mit der Bedeutung „unerschrockener, furchtloser Kämpfer“, gebildet aus den Elementen yılmaz (furchtlos, unerschrocken) und er (Mann, Soldat, Kämpfer).

## Namensträger
- İlyas Yılmazer (* 1992), türkischer Fußballspieler
- Kerem Yılmazer (1945–2003), türkischer Schauspieler
- Musa Sinan Yılmazer (* 1987), türkischer Fußballspieler